# Петр Недвед
Петр Недвед (чеськ. Petr Nedvěd, нар. 9 грудня 1971, Ліберець) — чеський та канадський хокеїст, що грав на позиції центрального нападника. Грав за збірні команди Канади та Чехії.
Провів понад тисячу матчів у Національній хокейній лізі.
Молодший брат Ярослава Недведа.

## Ігрова кар'єра
Петр Недвед народився в Ліберці в родині Ярослава та Соні Недвед. Почав свою кар'єру в молодіжному складі рідного «Литвинова», проте 2 січня 1989 року під час щорічного юніорського турніру «Міджет» у Калгарі, де він був одним із найкращих бомбардирів набрав 26 (17 + 9) очок, Петр вирішив тікати з рідної країни в якій на той час був комуністичний режим, який обмежував можливості спортсменів для професійного зростання. Про своє рішення він не сказав навіть своїм батькам, яким протягом 10 місяців, що залишилися до падіння комунізму під час Оксамитової революції, доводилося під тиском влади вмовляти сина повернутися до Чехословаччини. Недвед втік із країни, маючи в своєму розпорядженні лише 20 доларів, зі ще одним співвітчизником, ім'я якого він відмовляється називати дотепер, після чого повідомив про свою втечу в поліцейський департамент Калгарі.
Після своєї втечі Петр провів один сезон у складі клубу Західної хокейної ліги «Сієтл Тандербердс», у складі якого в 82 матчах зумів відзначитися 158 набраними очками (76 + 89), ставши, таким чином, володарем Трофею Джима Пігготта, як найкращий новачок ліги. Завдяки своїй успішній грі, в тому ж році на драфті НХЛ він був обраний в 1 раунді під загальним 2 номером клубом «Ванкувер Канакс». Попри очікування з боку хокейних фанів, перші два сезони в Національній хокейній лізі Недвед не зміг показати результативної гри, в 154 матчах набрав лише 59 очок (26 + 33), багато в чому через те, що він ніяк не міг пристосуватися до силової манери ведення гри в лізі.
Проте, вже в сезоні 1992/93 Петр зумів стати одним з найкращих гравців «Канакс», записавши до свого активу 71 очко (38 + 33) в 84 іграх регулярного турніру, ставши також володарем рекорду клубу, в 15 матчах поспіль відзначаючись результативними діями. Однак у плей-оф гра Недведа знову стала тьмяною, більш того, в останньому матчі серії навиліт проти «Лос-Анджелес Кінгс» він попросив як сувенір ключку свого кумира Вейна Грецкі, за що піддався обструкції з боку уболівальників «Ванкувера».
Перед початком наступного сезону у Петра виникли проблеми з підписанням нового контракту, внаслідок чого він пропустив більше половини сезону. Під час цієї перерви Недвед прийняв канадське громадянство і став у складі збірною Канади срібним призером Олімпійських ігор 1994 року в Ліллехаммері. Перед самим закінченням періоду дозаявок Недвед все-таки уклав угоду з «Сент-Луїс Блюз», в складі якого за решту регулярного сезону зумів набрати 20 очок (6 + 14) у 19 проведених матчах, проте в плей-оф результативність чеха знову різко впала, а самі «блюзмени» вилетіли вже в першому раунді.
Перед стартом укороченого через локаут сезону 1994/95 Петр був обміняний в «Нью-Йорк Рейнджерс», де в 56 іграх записав на свій рахунок 28 очок (14 + 14). 31 серпня 1995 року Недвед разом з Сергієм Зубовим був обміняний в «Піттсбург Пінгвінс» на Люка Робітайла та Ульфа Самуельссона. У «Піттсбурзі», виступаючи разом з такими зірками, як Маріо Лем'є, Яромир Ягр і Рон Френсіс, Петр провів найкращі роки своєї кар'єри. У своєму першому сезоні в складі «пінгвінів» Недвед набрав 119 пунктів (55 + 64) в 98 матчах, встановивши, таким чином, свій особистий рекорд, а клуб вийшов до фіналу конференції. Також в тому сезоні Петр забив один з найбільш «пізніх» голів в історії НХЛ, закинувши переможну шайбу в ворота «Вашингтон Кепіталс» на останній хвилині четвертого овертайму.
Сезон 1996/97 також став дуже успішним для чеха — в 79 іграх він записав на свій рахунок 74 очки (34 + 40), однак потім він знову був втягнутий в проблеми пов'язані з розглядом його контракту, провівши лише кілька матчів у себе на батьківщині, а також в нижчих північноамериканських лігах. Недвед продовжував залишатися без контракту аж до листопада 1998 року, коли він був обміняний назад в «Рейнджерс» на Олексія Ковальова. У підсумку, ця перерва коштувала йому великої кількості грошей, а також він упустив пік своєї кар'єри в НХЛ та зіпсував свою репутацію в лізі. Проте, друге пришестя Петра в «Нью-Йорк» стало набагато успішнішим, ніж перша — за шість проведених сезонів у складі «рейнджерів» він набрав 328 очок (138 + 190) в 432 матчах, проте за весь цей час команда з Нью-Йорка так жодного разу і не вийшла до плей-оф.
У середині сезону 2003/04 Недвед був обміняний в «Едмонтон Ойлерс», у складі якого відзначився 15 набраними очками (5 + 10) в 16 матчах, проте самі «нафтовики», не зуміли вийти в плей-оф. 26 серпня 2004 Петро підписав контракт з «Фінікс Койотс», проте через черговий локаут йому довелося повернутися на батьківщину, де він успішно виступав у складі празької «Спарта». Після повернення за океан гра у Недведа не склалося, та 20 січня 2006 року він був обміняний до «Філадельфія Флаєрс» на Денніса Зайденберга. У складі «льотчиків» Петр підправив свою результативність, вперше з 1997 року взявши участь в розіграші Кубка Стенлі.
Проте, початок наступного сезону знов став для Недведа провальним, 18 жовтня 2006 року, відразу після розгромної поразки від «Баффало Сейбрс» з рахунком 1:9, він був розміщений на драфті відмов і вперше в своїй кар'єрі був відряджений в клуб Американської хокейної ліги. Два місяці по тому Петр повернувся в «Едмонтон», де і завершив свою кар'єру в НХЛ, набравши 5 очок (1 + 4) в 19 матчах.
19 липня 2007 року Недвед вирішив повернутися на батьківщину, уклавши однорічну угоду зі «Спартою», в складі якої в сезоні 2007/08 записав на свій рахунок 26 очок (20 + 6) в 49 матчах. 4 серпня 2008 Петро зробив спробу повернутися в НХЛ, підписавши пробний контракт з «Нью-Йорк Рейнджерс», проте вже через місяць він покинув тренувальний табір «рейнджерів» і уклав дворічну угоду з клубом чеської Екстраліги «Білі Тигржи». У складі команди зі свого рідного міста Недвед зумів повернутися на свій колишній рівень, тому після закінчення терміну дії контракту керівництво чеського клубу вирішило продовжити угоду з ветераном ще на два роки.
Відразу після цього Петр зумів вийти в лідери за результативністю серед всіх гравців Екстраліги, а в сезоні 2011/12 він став найкращим асистентом і бомбардиром чеського першості, записавши на свій рахунок 74 очки (30 + 44) в 60 матчах, завдяки чому він вперше з 1996 року заслужив виклик до збірної для участі в чемпіонаті світу.

## У складі збірних команд
У 1994 році Петр прийняв канадське громадянство, після чого в складі збірної Канади він брав участь в Олімпійських іграх 1994 року, на яких він разом з командою став срібним призером, в фіналі поступившись по булітам збірній Швеції. На тому турнірі Недвед став одним з найкращих гравців канадської збірної, в 8 проведених матчах відзначившись 6 очками (5 + 1). Проте, потім вирішив виступати за збірну Чехії, і в 1996 році, після отримання необхідного дозволу від міжнародної федерації хокею, він взяв участь в розіграші кубка світу в складі збірної Чехії. Однак турнір став для чехів вкрай невдалим — збірна посіла останнє місце, поступившись у всіх трьох матчах, а сам Недвед зумів записати на свій рахунок лише 1 результативну передачу (0 + 1).
Після кубка світу в міжнародній кар'єрі Недведа настала тривала перерва, і лише в сезоні 2011/12, завдяки своїй успішній грі на клубному рівні, він був викликаний під прапори збірної для участі в матчах Єврохокейтуру, в яких він став одним з найрезультативніших гравців команди, в 9 матчах набравши 7 очок (6 + 1). Завдяки чому був викликаний для участі в своєму першому чемпіонаті світу, де він разом з командою став бронзовим призером, в 9 проведених матчах відзначившись 5 набраними очками (3 + 2).

## Нагороди
- Срібний призер Олімпійських ігор 1994 у складі збірної Канади.
- Бронзовий призер чемпіонату світу 2012 у складі збірної Чехії.

## Статистика

### Клубні виступи
| Сезон        | Клуб                  | Ліга         | Регулярний сезон | Регулярний сезон | Регулярний сезон | Регулярний сезон | Регулярний сезон | Плей-оф | Плей-оф | Плей-оф | Плей-оф | Плей-оф |
| Сезон        | Клуб                  | Ліга         | І                | Г                | П                | О                | ШХ               | І       | Г       | П       | О       | ШХ      |
| ------------ | --------------------- | ------------ | ---------------- | ---------------- | ---------------- | ---------------- | ---------------- | ------- | ------- | ------- | ------- | ------- |
| 1986–87      | «Литвинов» U16        | ЧЕ U16       | 34               | 46               | 20               | 66               | 52               | —       | —       | —       | —       | —       |
| 1987–88      | «Литвинов» U16        | ЧЕ U16       | 35               | 67               | 27               | 94               | 64               | —       | —       | —       | —       | —       |
| 1988–89      | «Литвинов» U18        | ЧЕ U18       | 20               | 32               | 19               | 51               | 12               | —       | —       | —       | —       | —       |
| 1989–90      | «Сієтл Тандербердс»   | ЗХЛ          | 71               | 65               | 80               | 145              | 80               | 11      | 4       | 9       | 13      | 2       |
| 1990–91      | «Ванкувер Канакс»     | НХЛ          | 61               | 10               | 6                | 16               | 20               | 6       | 0       | 1       | 1       | 0       |
| 1991–92      | «Ванкувер Канакс»     | НХЛ          | 77               | 15               | 22               | 37               | 36               | 10      | 1       | 4       | 5       | 16      |
| 1992–93      | «Ванкувер Канакс»     | НХЛ          | 84               | 38               | 33               | 71               | 96               | 12      | 2       | 3       | 5       | 2       |
| 1993–94      | «Сент-Луїс Блюз»      | НХЛ          | 19               | 6                | 14               | 20               | 8                | 4       | 0       | 1       | 1       | 4       |
| 1994–95      | «Нью-Йорк Рейнджерс»  | НХЛ          | 46               | 11               | 12               | 23               | 26               | 10      | 3       | 2       | 5       | 6       |
| 1995–96      | «Піттсбург Пінгвінс»  | НХЛ          | 80               | 45               | 54               | 99               | 68               | 18      | 10      | 10      | 20      | 16      |
| 1996–97      | «Піттсбург Пінгвінс»  | НХЛ          | 74               | 33               | 38               | 71               | 66               | 5       | 1       | 2       | 3       | 12      |
| 1997–98      | «Спарта» (Прага)      | ЧЕ           | 5                | 2                | 3                | 5                | 8                | 6       | 0       | 2       | 2       | 52      |
| 1997–98      | «Лас-Вегас Тандер»    | ІХЛ          | 3                | 3                | 3                | 6                | 4                | —       | —       | —       | —       | —       |
| 1998–99      | «Нью-Йорк Рейнджерс»  | НХЛ          | 56               | 20               | 27               | 47               | 50               | —       | —       | —       | —       | —       |
| 1998–99      | «Лас-Вегас Тандер»    | ІХЛ          | 13               | 8                | 10               | 18               | 32               | —       | —       | —       | —       | —       |
| 1999–00      | «Нью-Йорк Рейнджерс»  | НХЛ          | 76               | 24               | 44               | 68               | 40               | —       | —       | —       | —       | —       |
| 2000–01      | «Нью-Йорк Рейнджерс»  | НХЛ          | 79               | 32               | 46               | 78               | 54               | —       | —       | —       | —       | —       |
| 2001–02      | «Нью-Йорк Рейнджерс»  | НХЛ          | 78               | 21               | 25               | 46               | 36               | —       | —       | —       | —       | —       |
| 2002–03      | «Нью-Йорк Рейнджерс»  | НХЛ          | 78               | 27               | 31               | 58               | 64               | —       | —       | —       | —       | —       |
| 2003–04      | «Нью-Йорк Рейнджерс»  | НХЛ          | 65               | 14               | 17               | 31               | 42               | —       | —       | —       | —       | —       |
| 2003–04      | «Едмонтон Ойлерс»     | НХЛ          | 16               | 5                | 10               | 15               | 4                | —       | —       | —       | —       | —       |
| 2004–05      | «Спарта» (Прага)      | ЧЕ           | 46               | 22               | 13               | 35               | 44               | 5       | 2       | 3       | 5       | 10      |
| 2005–06      | «Фінікс Койотс»       | НХЛ          | 25               | 2                | 9                | 11               | 34               | —       | —       | —       | —       | —       |
| 2005–06      | «Філадельфія Флаєрс»  | НХЛ          | 28               | 5                | 9                | 14               | 36               | 6       | 2       | 0       | 2       | 8       |
| 2006–07      | «Філадельфія Флаєрс»  | НХЛ          | 21               | 1                | 6                | 7                | 18               | —       | —       | —       | —       | —       |
| 2006–07      | «Філадельфія Фантомс» | АХЛ          | 14               | 4                | 7                | 11               | 10               | —       | —       | —       | —       | —       |
| 2006–07      | «Едмонтон Ойлерс»     | НХЛ          | 19               | 1                | 4                | 5                | 10               | —       | —       | —       | —       | —       |
| 2007–08      | «Спарта» (Прага)      | ЧЕ           | 45               | 20               | 5                | 25               | 98               | 4       | 0       | 1       | 1       | 20      |
| 2008–09      | «Білі Тигржи»         | ЧЕ           | 33               | 14               | 14               | 28               | 72               | 3       | 0       | 1       | 1       | 6       |
| 2009–10      | «Білі Тигржи»         | ЧЕ           | 35               | 15               | 20               | 35               | 94               | 15      | 8       | 9       | 17      | 16      |
| 2010–11      | «Білі Тигржи»         | ЧЕ           | 45               | 14               | 41               | 55               | 74               | 7       | 7       | 3       | 10      | 12      |
| 2011–12      | «Білі Тигржи»         | ЧЕ           | 49               | 24               | 37               | 61               | 64               | 11      | 6       | 7       | 13      | 34      |
| 2012–13      | «Білі Тигржи»         | ЧЕ           | 48               | 20               | 33               | 53               | 151              | —       | —       | —       | —       | —       |
| 2013–14      | «Білі Тигржи»         | ЧЕ           | 49               | 19               | 31               | 50               | 103              | —       | —       | —       | —       | —       |
| Усього в ЧЕ  | Усього в ЧЕ           | Усього в ЧЕ  | 355              | 150              | 197              | 347              | 708              | 60      | 27      | 30      | 57      | 174     |
| Усього в НХЛ | Усього в НХЛ          | Усього в НХЛ | 982              | 310              | 407              | 717              | 708              | 71      | 19      | 23      | 42      | 64      |

### Збірна
| Рік              | Турнір           | Команда          | І  | Г  | П  | О  | ШХ |
| ---------------- | ---------------- | ---------------- | -- | -- | -- | -- | -- |
| 1993–94          |                  | Канада           | 17 | 19 | 12 | 31 | 16 |
| 1994             | ОІ               | Канада           | 8  | 5  | 1  | 6  | 6  |
| 1996             | Кубок світу      | Чехія            | 3  | 0  | 1  | 1  | 8  |
| 2012             | ЧС               | Чехія            | 9  | 3  | 2  | 5  | 2  |
| 2014             | ОІ               | Чехія            | 5  | 0  | 1  | 1  | 4  |
| Усього за збірні | Усього за збірні | Усього за збірні | 25 | 8  | 5  | 13 | 20 |